# Allison Randal
Allison Randal est une informaticienne et auteur américaine connue pour son implication dans le développement du Perl.

## Biographie
Allison Randal est diplômée en 1995 de l'Université de l'Oregon elle commence sa carrière professionnelle comme linguiste en Afrique de l'Est avant de s'orienter rapidement vers les langages informatiques et le développement logiciel. Elle travaille trois ans, de 1999 à 2002, comme développeuse chez Books-A-Million (en) et pour d'autres sites Internet, mais se fait connaître comme l'architecte en chef de la machine virtuelle Parrot, poste qu'elle occupe de novembre 2002 à octobre 2010, et comme membre du conseil d'administration de la Fondation Perl depuis mai 2003. Elle préside même la fondation de mai 2003 à octobre 2005. En parallèle, en novembre 2002, elle fonde (et préside) Onyx Neon,. De 2008 à 2010 elle est également administratrice de la Parrot Foundation, puis de 2010 à 2012 elle est directrice de la Python Software Foundation, en même temps qu'architecte technique d'Ubuntu chez Canonical (d'août 2010 à février 2012),. Elle est également la développeuse principale de Punie (en), le projet de portage du Perl 1 vers Parrot.
Employée par O'Reilly Media elle est également une des co-auteur de l'ouvrage de référence « Perl 6 and Parrot Essentials »,, en plus d'être une des rédactrices de la documentation officielle de Perl 6. En 2009, elle était présidente de la Open Source Convention (OSCON) d'O'Reilly.
Depuis août 2012 elle siège au conseil d'administration d'OpenStack Foundation devenue l'Open Infrastructure Foundation,. Elle est également membre du conseil d'administration de l'Open Source Initiative d'avril 2014 à mars 2019 et en est la présidente entre mai 2015 et septembre 2017, succédant à Simon Phipps (en) (qui la remplace à son tour en 2017),.

## Récompenses et distinctions
En 2007, elle est récompensée d'un White Camel award (en) avec Tim O'Reilly  et Norbert E. Grüner, qui récompense les plus importants contributeurs au projet Perl,,.